# 姜怡瑟
姜怡瑟（1994年4月5日—），韩国女子篮球运动员，司职前锋，她曾获得2018年亚洲运动会银牌和2022年亚洲运动会铜牌。她也曾随国家队参加2020年夏季奥林匹克运动会。